# Rond boogsterrenmos
Rond boogsterrenmos (Plagiomnium affine) is een mossoort uit het geslacht boogsterrenmos (Plagiomnium). Het groeit op droge tot matig vochtige standplaatsen en op enigszins humusrijke bodem, die kan variëren van zwak zuur tot basisch. De groeiplaats is vaak beschaduwd, maar kan ook meer open zijn.

## Determinatie
Uiterlijke kenmerken
Het rond boogsterrenmos is een bladmos dat tot 10 cm groot kan worden. Het groeit liggend of opstijgend. De stengels zijn echter vaak naar beneden gebogen. De plant is afgevlakt bebladerd. De bladeren zijn eirond en aan de rand duidelijk getand of gezaagd. De bladnerf eindigt net onder of in de bladpunt. 
De vruchtbare planten zijn forser en vormen een tot drie sporogons die groeien uit dezelfde rozet van bladeren. Sporenkapsels komen zelden voor, maar wel vindt men regelmatig mooi rechtopstaande fertiele planten met antheridiën. Die hebben dikwijls lang aflopende blaadjes en kunnen dan gemakkelijk aangezien worden voor het geel boogsterrenmos (Plagiomnium elatum).
Microscopische kenmerken
De grote, tot 1 mm lange, hexagonale lamina-cellen zijn ongeveer 1,5 tot 2 keer langer dan breed en hebben altijd (vaak onduidelijke) stippels.

## Ecologie
Rond boogsterrenmos is een veel voorkomend mos. Het geeft de voorkeur aan vochtige, meestal voedselrijke bosbodems. Het groeit op schaduwrijke plekken in het bos, maar komt ook voor op bermen, bovengrondse rotsen of in taluds.

## Verspreiding
De distributie vindt voornamelijk plaats in de koele en gematigde streken van Europa en Azië. In Nederland komt het vrij algemeen voor. Het staat niet op de rode lijst en is niet bedreigd.

## Foto's

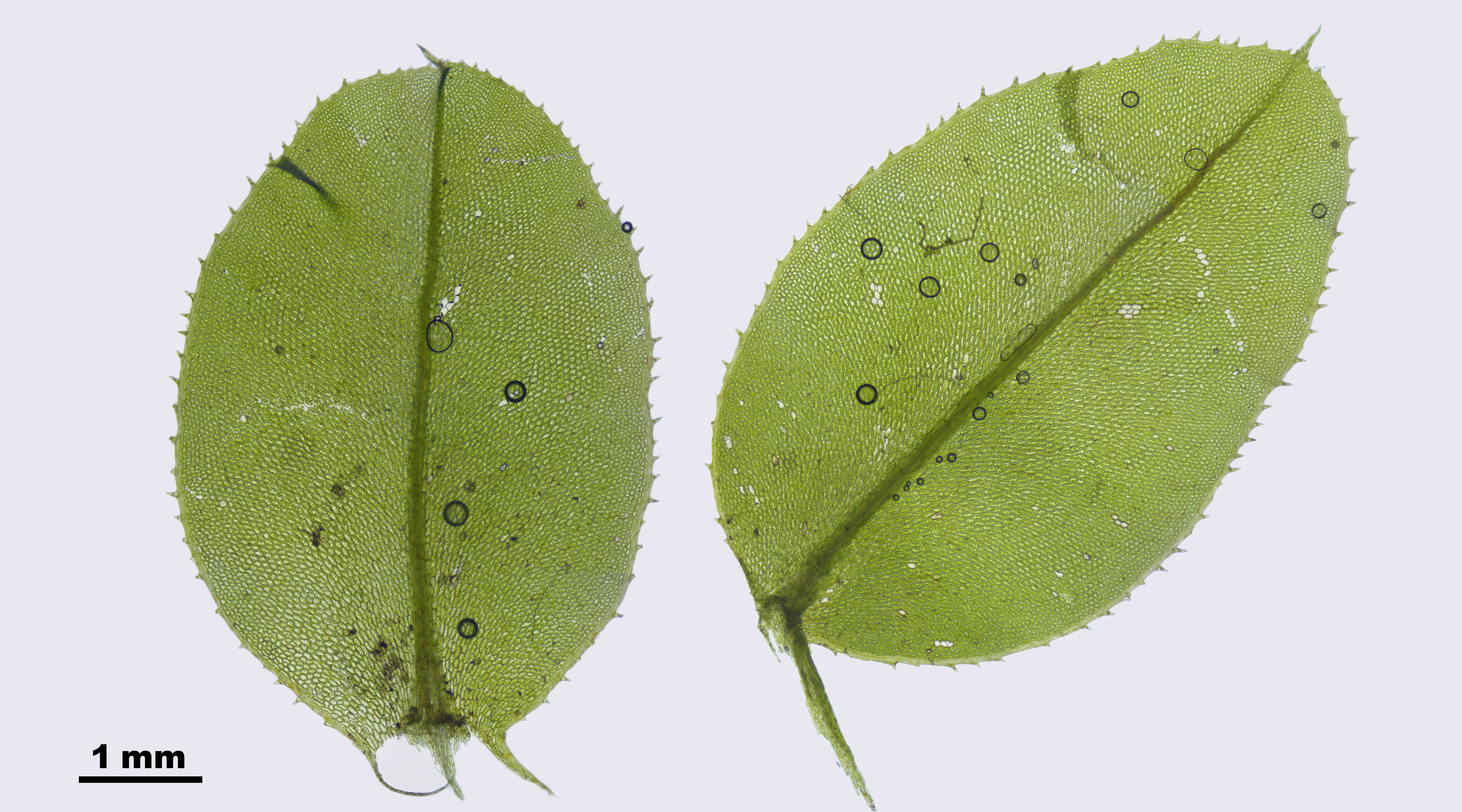
Blad
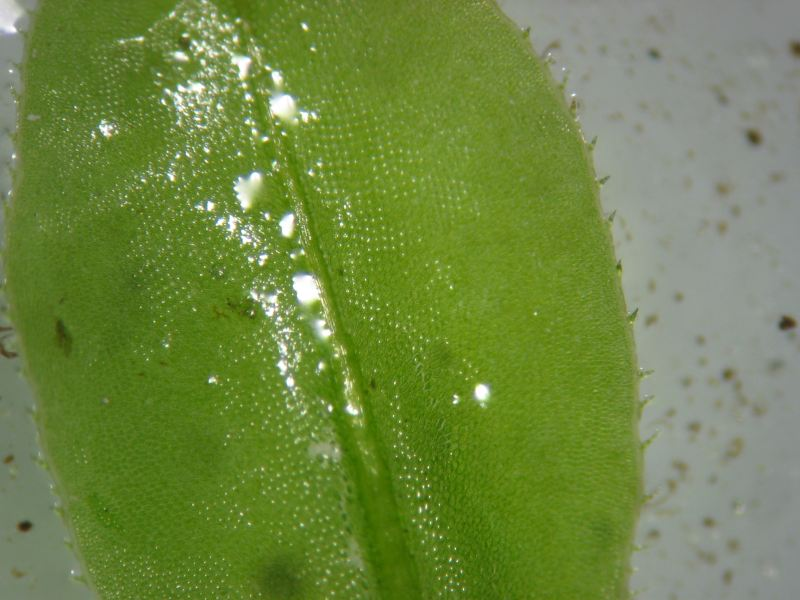
Bladrand met tanden
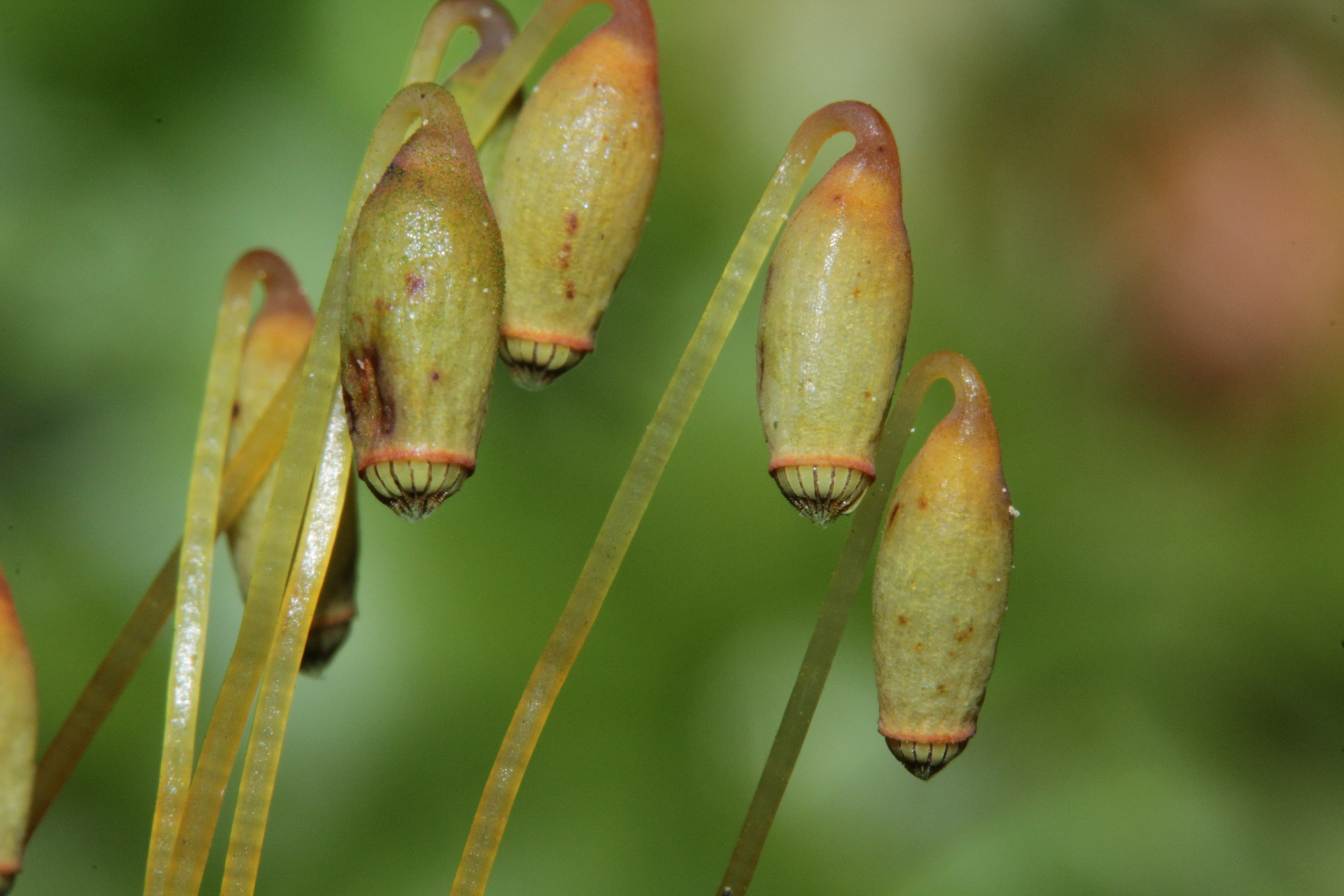
Sporenkapsel
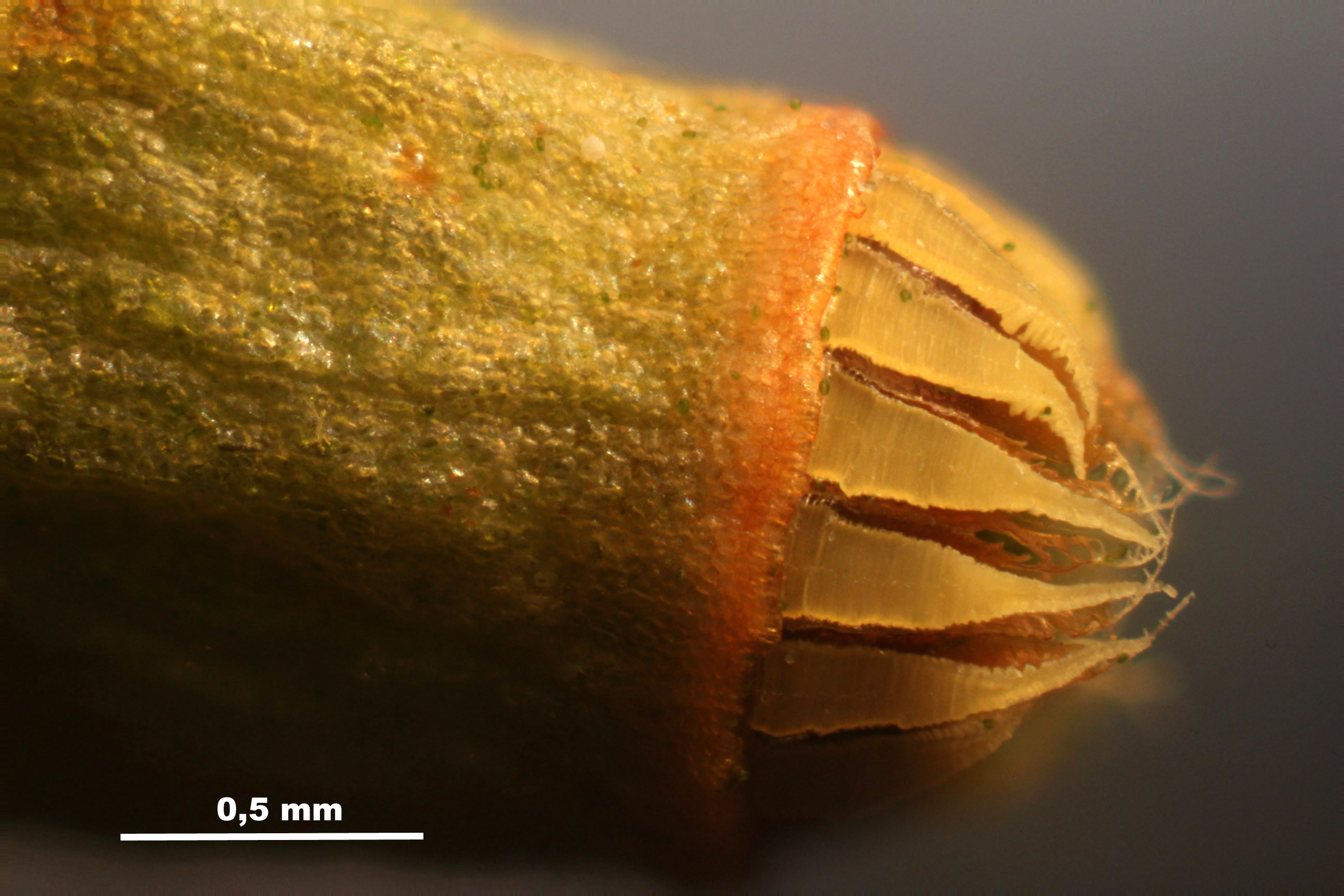
Peristoom
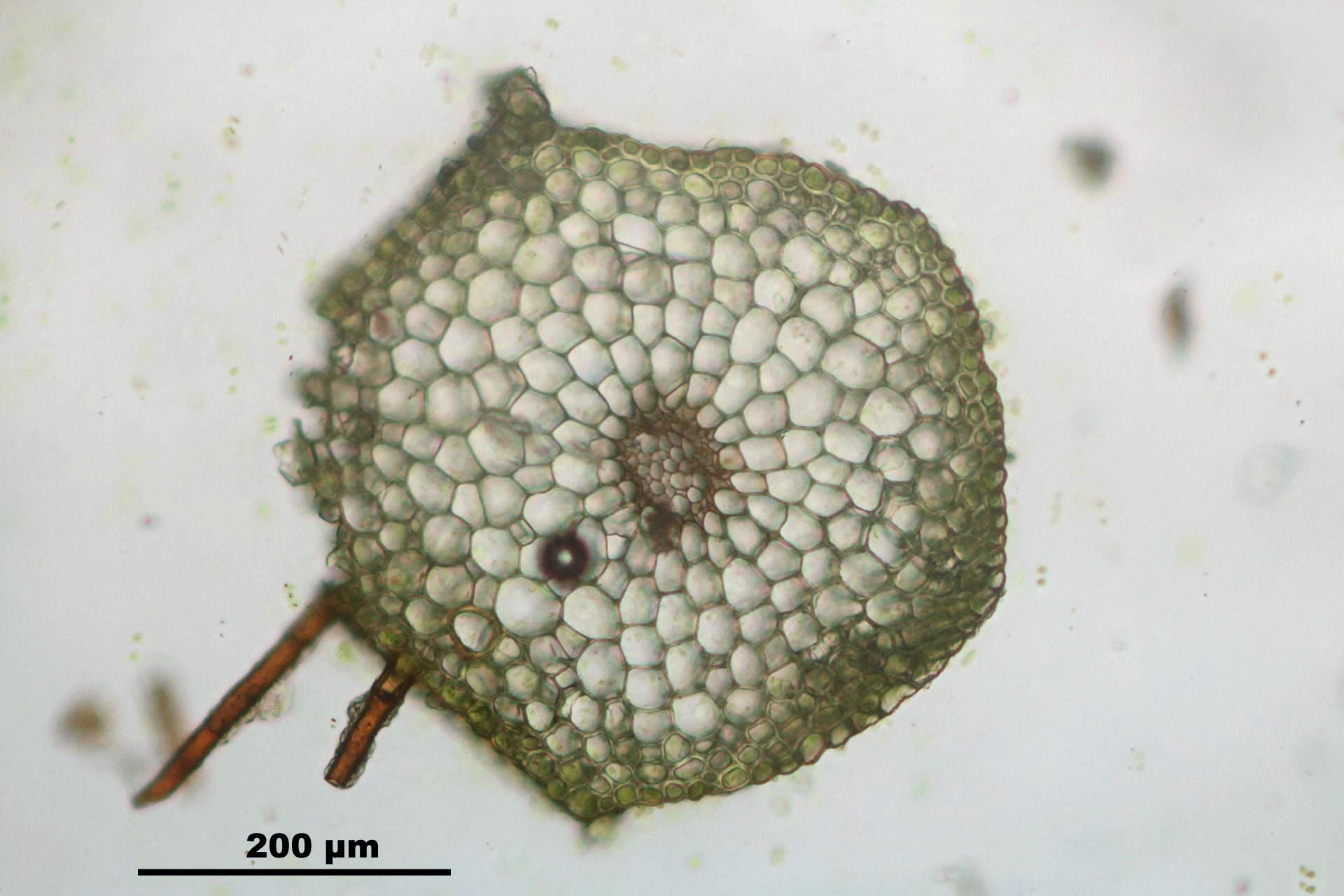
Stengeldoorsnede
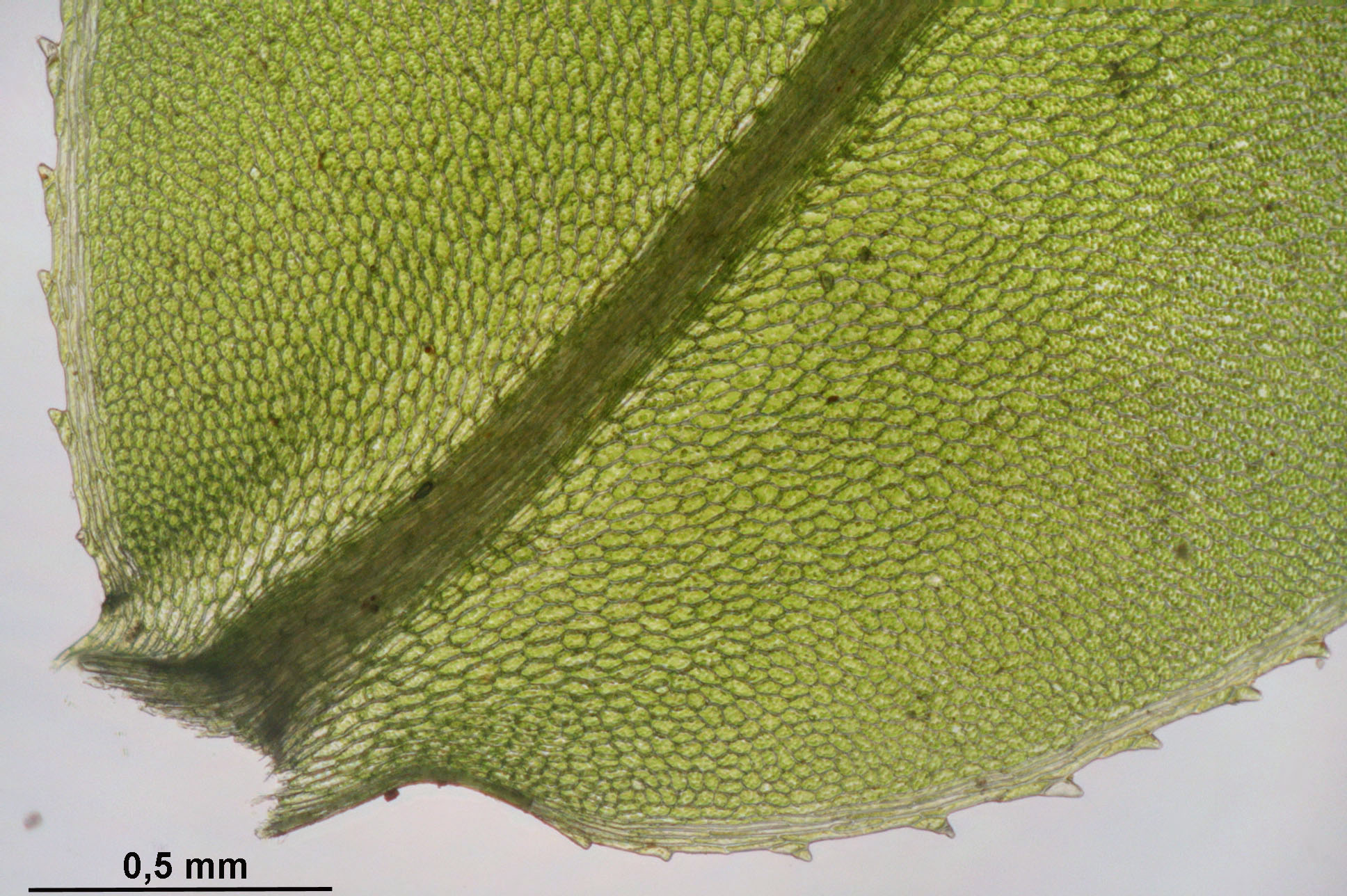
Bladvoet
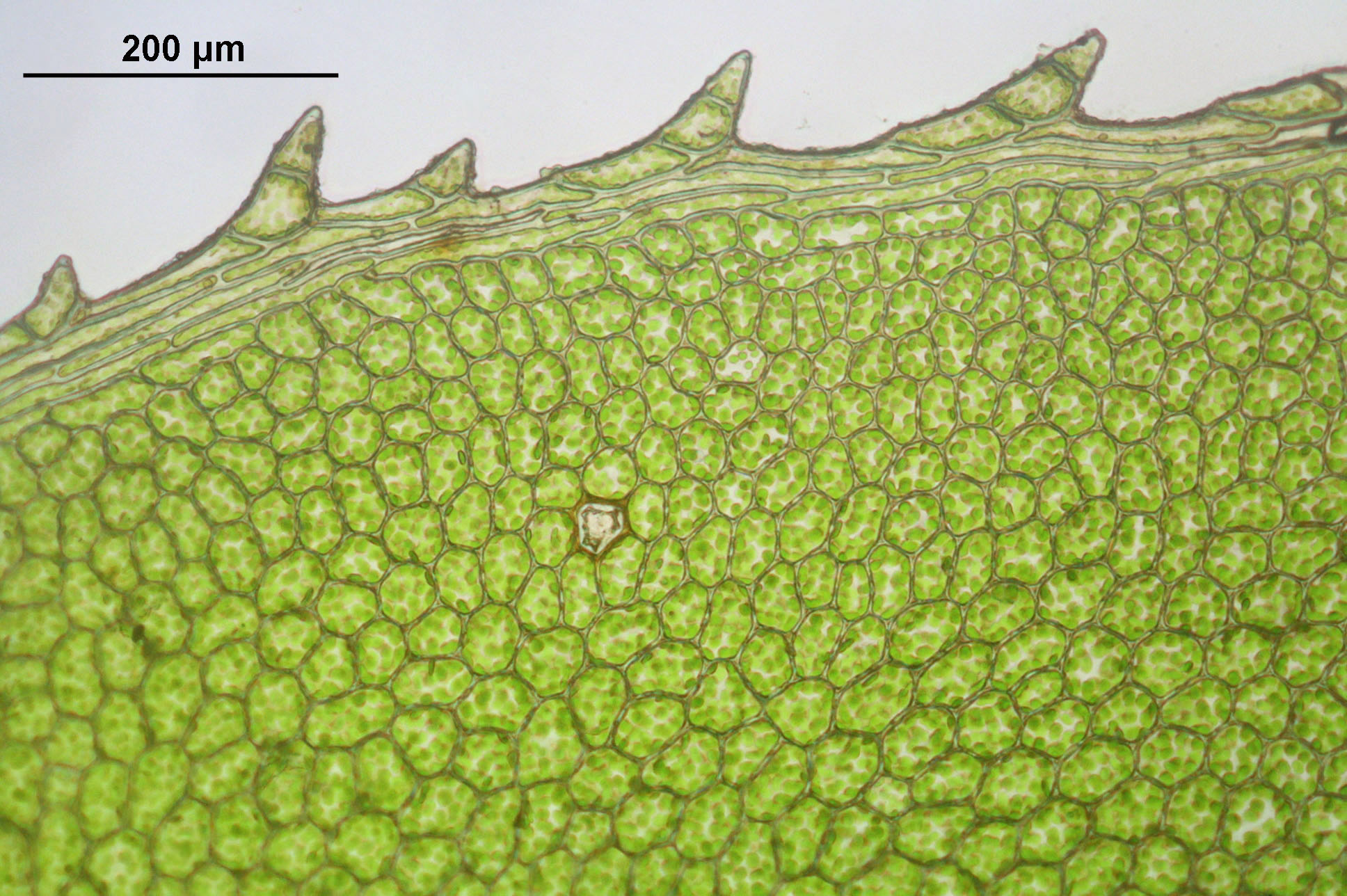
Bladrand met bladcellen
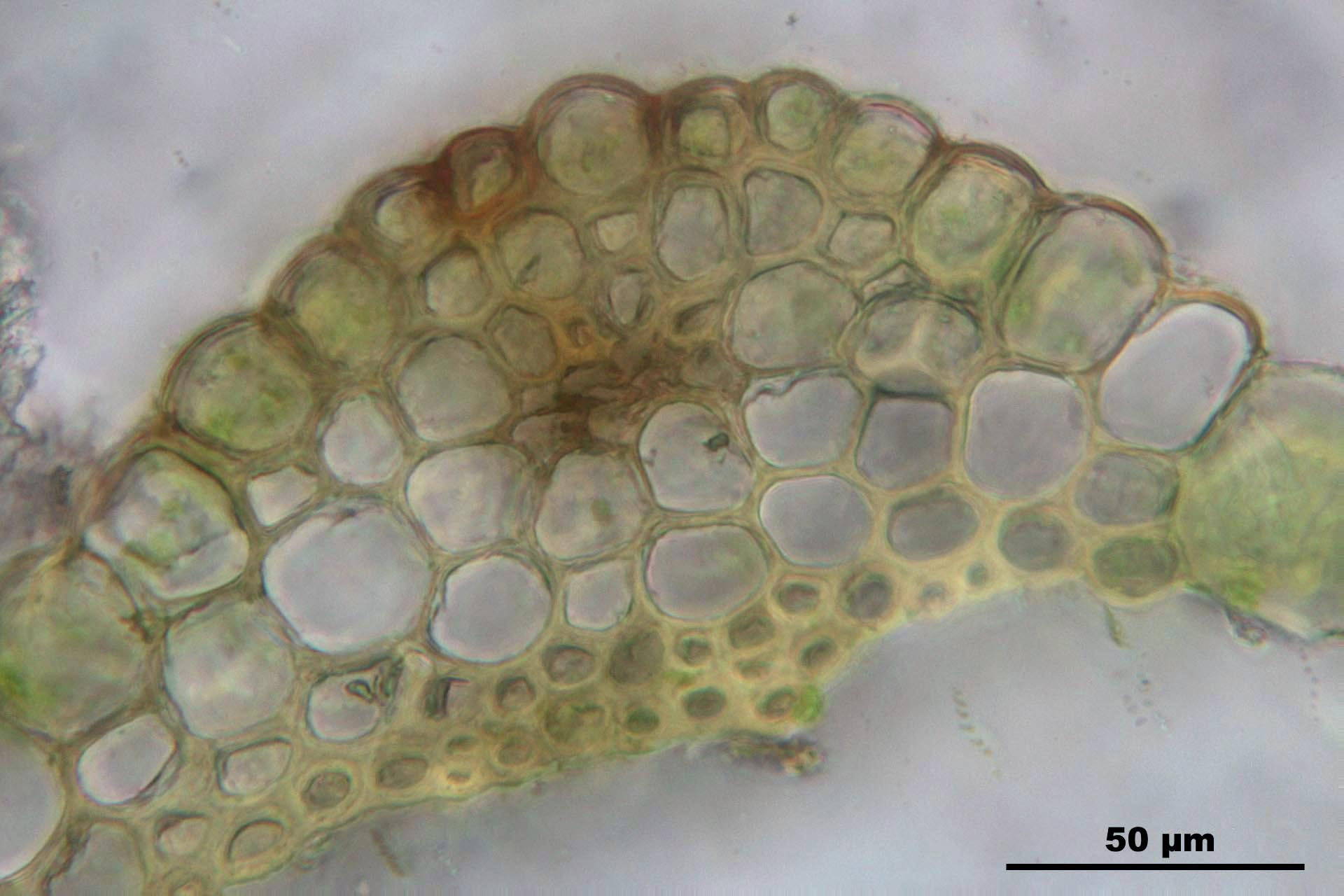
Doorsnede bladnerf
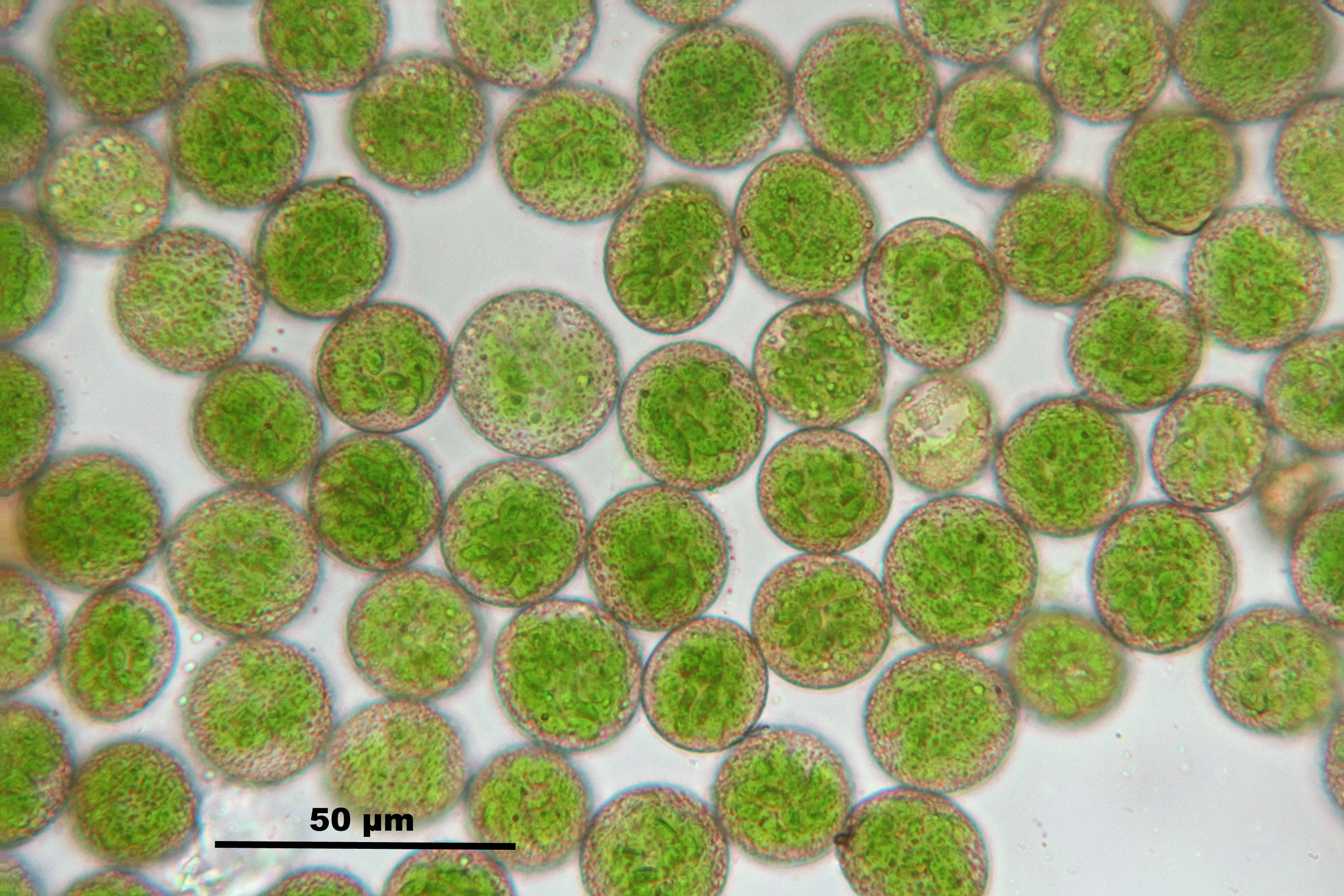
Sporen